# Prága ostroma (1742)
A prága 1742-es ostroma az osztrák örökösödési háború hadművelete volt. A franciák által megszállt cseh fővárost Habsburg-csapatok blokád alá fogták, majd a védők elvonulása után birtokba is vették.

## Előzmények
A poroszok mollwitzi és chotusitzi győzelmei az első sziléziai háborút lezáró breslaui béke megkötésére kényszerítette az osztrákokat. Poroszország kiválásával az osztrák örökösödési háborúból lehetőséget adott az osztrákoknak, hogy az így felszabadult seregeiket is a Csehország területén lévő franciák ellen fordítsák.

## Az ostrom
1742 júniusában a Prágában állomásozó Broglie herceg francia csapatait egy Lobkowitz herceg vezette nagy osztrák sereg vette ostrom alá. Egy francia felmentő sereg szeptemberben arra kényszerítette az osztrákokat, hogy részben feladják az ostromot. Ezt kihasználva Broglie elmenekült a városból, hátrahagyva azt Belle-Isle herceg parancsnoksága alatt. Mikor az osztrákok a francia felmentő sereg megállítása után ismét ostrom alá vették a várost, a védők súlyos helyzetbe kerültek, de az osztrákok nem tudtak szoros ostromgyűrűt vonni a város köré. December 16-án Belle-Isle 14 000 fős seregével elhagyta a várost a nyugatra tíz napi útra lévő Eger irányába. A téli viszonyok között Belle-Isle-nek sikerült elkerülnie az osztrák felderítőket, és négy nap múlva elérték a Cseh-erdőt.
Az osztrák parancsnokság december 18-ig nem szerzett tudomást a franciák távozásáról, de úgy gondolták, hogy sikeresen elvágták a franciák összes visszavonulási útját. Belle-Isle vakmerően az utakat elhagyva a hegyek közé vezette a seregét. Az időjárást és a járványokat megszenvedő franciák december 26-án értek Egerbe. A 6000, főként sebesült és beteg katona, akiket Belle-Isle hátrahagyott Prágában, ezt követően sikeres tárgyalásokat folytatott az osztrákokkal, akik engedélyezték számukra a szabad elvonulást.

## Következmények
A poroszoktól megszabadult osztrákok Szilézia elvesztése árán sikeresen stabilizálták Csehország nagy részét, majd a következő év során szövetségeseikkel a Rajnán túlra tudták szorítani őket.

## Fordítás
- Ez a szócikk részben vagy egészben  a   Siege of Prague (1742) című angol Wikipédia-szócikk ezen változatának fordításán alapul.  Az eredeti cikk szerkesztőit annak laptörténete sorolja fel. Ez a jelzés csupán a megfogalmazás eredetét és a szerzői jogokat jelzi, nem szolgál a cikkben szereplő információk forrásmegjelöléseként.